# Pierre (cardinal, 1126)
Pour les articles homonymes, voir Pierre.
Pierre (né en France, et mort vers 1134) est un cardinal français du XIIe siècle. 

## Biographie
Pierre est un grand ami du futur saint Bernard de Clairvaux.
Le pape Honorius II le crée cardinal lors du consistoire de 1126. Le cardinal Pierre est légat en Gaule cisalpine et dépose les patriarches d'Aquilée et Grado au conseil de Ravenne en 1128. Il participe à l'élection de pape de 1130, lors de laquelle Innocent II est élu.